# Red Bank (brzeg w hrabstwie Lunenburg)
Red Bank – stromy brzeg (bank) w kanadyjskiej prowincji Nowa Szkocja, w hrabstwie Lunenburg (44°26′24″N, 64°10′28″W), na południowo-zachodnim wybrzeżu wyspy Big Tancook Island; nazwa urzędowo zatwierdzona 21 sierpnia 1974.